# Samara-Kultur
| Prähistorische Kulturen Russlands |                         |
| Mittelsteinzeit                   |                         |
| Kunda-Kultur                      | 7400–6000 v. Chr.       |
| Jungsteinzeit                     |                         |
| Bug-Dnister-Kultur                | 6500–5000 v. Chr.       |
| Dnjepr-Donez-Kultur               | 5500–4000 v. Chr.       |
| Sredny-Stog-Kultur                | 4500–3500 v. Chr.       |
| Jekaterininka-Kultur              | 4300–3700 v. Chr.       |
| Kammkeramische Kultur             | 4200–2000 v. Chr.       |
| Fatjanowo-Kultur                  | um 2500 v. Chr.         |
| Kupfersteinzeit                   |                         |
| Nordkaspische Kultur              |                         |
| Kurgankultur                      | 5000–3000 v. Chr.       |
| Samara-Kultur                     | um 5000 v. Chr.         |
| Chwalynsk-Kultur                  | 5000–4500 v. Chr.       |
| Botai-Kultur                      | 3700–3100 v. Chr.       |
| Jamnaja-Kultur                    | 3600–2300 v. Chr.       |
| Afanassjewo-Kultur                | 3500–2500 v. Chr.       |
| Ussatowe-Kultur                   | 3300–3200 v. Chr.       |
| Glaskowo-Kultur                   | 3200–2400 v. Chr.       |
| Bronzezeit                        |                         |
| Poltavka-Kultur                   | 2700–2100 v. Chr.       |
| Potapovka-Kultur                  | 2500–2000 v. Chr.       |
| Katakombengrab-Kultur             | 2500–2000 v. Chr.       |
| Abaschewo-Kultur                  | 2500–1800 v. Chr.       |
| Sintaschta-Kultur                 | 2100–1800 v. Chr.       |
| Okunew-Kultur                     | um 2000 v. Chr.         |
| Samus-Kultur                      | um 2000 v. Chr.         |
| Andronowo-Kultur                  | 2000–1200 v. Chr.       |
| Susgun-Kultur                     | um 1700 v. Chr.         |
| Srubna-Kultur                     | 1600–1200 v. Chr.       |
| Kolchis-Kultur                    | 1700–600 v. Chr.        |
| Begasy-Dandybai-Kultur            | um 1300 v. Chr.         |
| Karassuk-Kultur                   | um 1200 v. Chr.         |
| Ust-Mil-Kultur                    | um 1200–500 v. Chr.     |
| Koban-Kultur                      | 1200–400 v. Chr.        |
| Irmen-Kultur                      | 1200–400 v. Chr.        |
| Spätirmen-Kultur                  | um 1000 v. Chr.         |
| Plattengrabkultur                 | um 1300–300 v. Chr.     |
| Aldy-Bel-Kultur                   | 900–700 v. Chr.         |
| Eisenzeit                         |                         |
| Baitowo-Kultur                    |                         |
| Tagar-Kultur                      | 900–300 v. Chr.         |
| Nosilowo-Gruppe                   | 900–600 v. Chr.         |
| Ananino-Kultur                    | 800–300 v. Chr.         |
| Tasmola-Kultur                    | 700–300 v. Chr.         |
| Gorochowo-Kultur                  | 600–200 v. Chr.         |
| Sagly-Baschi-Kultur               | 500–300 v. Chr.         |
| Jessik-Beschsatyr-Kultur          | 500–300 v. Chr.         |
| Pasyryk-Stufe                     | 500–300 v. Chr.         |
| Sargat-Kultur                     | 500 v. Chr.–400 n. Chr. |
| Kulaika-Kultur                    | 400 v. Chr.–400 n. Chr. |
| Tes-Stufe                         | 300 v. Chr.–100 n. Chr. |
| Schurmak-Kultur                   | 200 v. Chr.–200 n. Chr. |
| Taschtyk-Kultur                   | 100–600 n. Chr.         |
| Tschernjachow-Kultur              | 200–500 n. Chr.         |

Die Samara-Kultur (um 5000 v. Chr.) ist eine vorgeschichtliche, archäologische Kultur aus der Zeit des Neolithikums bis frühen Kupfersteinzeit an der mittleren Wolga. Sie wurde 1973 in der Nähe des Dorfes Sesscheje (rus. Съезжее, DIN 1460 S"ezžeje) östlich Samara entdeckt. Im Tal des Samara-Flusses befinden sich zudem Fundstellen nachfolgender Kulturen die ebenfalls als Samara-Kulturen oder Samaratal-Kulturen bezeichnet werden, aber in erster Linie ist mit der Bezeichnung Samara-Kultur die neolithische Kultur dieser Region gemeint. Kulturen der frühen Kupfersteinzeit waren die Chwalynsk-Kultur (ca. 5200–mindestens 4500 v. Chr.) und die Grubengrab- oder Jama-Kultur (ca. 3600–2300 v. Chr.)
Der Begriff Kupfersteinzeit/Äneolithikum ist für diese Region ähnlich mehrdeutig, da die Samara-Kultur, die nachfolgende Chwalynsk-Kultur und die noch spätere Jamnaja-Kultur unter dem Terminus Äneolithische Kulturen zusammengefasst und erst durch die Zusätze Früh-, Mittel- (developed/entwickelt) und Spät- konkretisiert werden.

## Fundplätze der Samara-Kultur
Neben der Typuslokalität gibt es weitere Fundplätze wie Varfolomievka an der Wolga, eigentlich ein Teil der ebenfalls frühkupferzeitlichen Nordkaspischen Kultur; er gehört wahrscheinlich in die Zeit um 5500 v. Chr. Ein anderer Fundplatz ist Myol'ske am Dnepr.

## Zentrale Lage
Das Gebiet der Samara-Kultur ist die Waldsteppe der mittleren Wolga. Als Kreuzungspunkt zwischen Ost und West, Nord und Süd, müssen viele Einflüsse verschiedener Völker auf die Samara-Kultur eingewirkt haben. Solch eine zentrale Lage muss auch eine gewisse Ausrichtung auf Krieg und Verteidigung benötigt haben, was sich an in Gräbern gefundenen Waffen erkennen lässt.

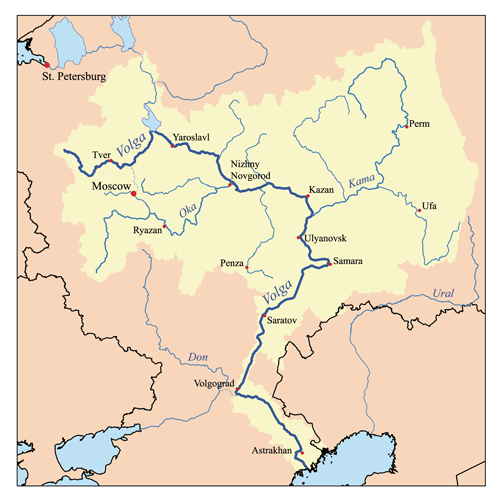
Karte des Flussverlaufs der Wolga. Mit dem zeitgenössischen Ort Samara.

## Indogermanische Urheimat
Marija Gimbutas war die erste, die diese Region als die Urheimat der urindogermanischen Sprache bezeichnete und die Hypothese aufstellte, dass die Träger dieser Kulturen Ur-Indogermanen waren. Sollte diese Hypothese zutreffen, würde der Samara-Kultur eine enorme Bedeutung für indogermanische Studien zukommen.
Vor Gimbutas nahmen die meisten Forscher eine dreistufige Entwicklung der indogermanischen Sprache an:
- Entstehung in einer Urheimat in den Steppen
- Ausbreitung nach Europa, den Mittleren Osten und Zentralasien
- Entstehung von Tochtersprachen in entlegenen Gebieten

Gimbutas verwendet den Begriff Kurgan für die Kulturen der Ausbreitungsphase. Entwickelte Kurgane finden sich jedoch noch nicht bei den kupfersteinzeitlichen Kulturen, ihre Entwicklungsgeschichte lässt sich aber bis dorthin zurückverfolgen.
Im Kontext der Kurgan-Hypothese kommt das Gebiet der Samara-Kultur als Siedlungsraum der Sprecher der indogermanischen Sprache in Frage. Dazu passt auch, dass das Indogermanische außerdem Spuren im Uralischen hinterlassen hat, das zu jener Zeit vermutlich ebenfalls in diesem Gebiet gesprochen wurde. So geht der Sprachwissenschaftler Harald Haarmann davon aus, dass es einen Sprachaustausch zwischen der ur-uralischen Sprache und der indogermanischen Ursprache gegeben hat; ihm zufolge sei die Urheimat der Ur-Uralier nördlich des urindogermanischen Siedlungsraums gewesen, und damit sei ein direkter Austausch möglich gewesen.

## Artefakte

### Keramik
Die Keramik besteht aus eiförmigen Bechern mit ausgeprägten Randlippen, die nicht auf einer ebenen Oberfläche stehen konnten, weshalb Behelfskonstruktionen wie Körbe oder Schlingen, wofür
der ausgeprägte Rand geeignet scheint, angenommen werden. Verzierungen waren meist umlaufende Motive: Linien, Bänder, Zickzack- oder Wellenlinien, Ritzverzierungen, Stichverzierungen oder Kammabdrücke. Werden diese Muster von oben betrachtet erscheinen sie wie ein Sonnenmotiv mit der Gefäßöffnung als Sonne. Spätere Entwicklungen dieses Themas zeigen, dass tatsächlich die Sonne dargestellt ist.

### Gräber
Die Gräber sind flache Gruben für einzelne Individuen, es würden aber zwei bis drei Personen darin Platz finden. Einige Gräber sind mit Steinhügeln oder niedrigen Erdschüttungen bedeckt, sehr frühe Formen des Kurgan.

### Beigaben
Charakteristisch sind Tieropfer die an den meisten Fundstellen gefunden wurden. Typischerweise wurden Köpfe und Hufe von Rindern, Schafen und Pferden in flachen Schalen über dem Grab platziert und mit Ocker bestreut. Manche Forscher sehen in diesen Funden den Beginn der Pferdeopfer, doch ist diese Annahme nicht sicher.
Geschnitzte Figuren und Anhänger aus Knochen wurden auch in Gräbern gefunden. Sehr kontrovers sind Knochenplatten eines Pferdes oder „doppelten Ochsenkopfes“ die durchlocht sind, möglicherweise Anhänger oder Zaumzeug.

### Waffen
Einige Gräber enthielten gut gemachte Dolche aus Silex und Knochen, die beim Arm oder Kopf des Bestatteten platziert wurden. So auch im Grab eines kleinen Jungen, obwohl Waffen in Kindergräbern erst später üblich werden. Speerspitzen aus Knochen und Pfeilspitzen aus Silex gehören auch zu den Funden.

### Pferde
Die Samara-Periode ist nicht so gut ergraben und bekannt wie die anderen beiden. Die archäologischen Funde ähneln denen der Dnepr-Don-Kultur mit einer Ausnahme: Pferde.
Neben den Überresten von Pferden in den Gräbern sind auf Grabbeigaben auch Pferde dargestellt. Ob die Pferde bereits geritten wurden, kann nicht beantwortet werden, aber als Fleischlieferant wurden sie bestimmt genutzt. Aus einer späteren Phase der Kupfersteinzeit ist ein Schlachtplatz mit zahlreichen Pferdeknochen bekannt.
Man nimmt an, dass das Wildpferd vor ca. 6000 Jahren domestiziert wurde. Als Ausgangsort, und womöglich einziger Ort der Domestikation, wird die westliche eurasische Steppe angesehen. Das Przewalski-Pferd scheint jedoch nicht unter den domestizierten Wildpferden gewesen zu sein. Die ältesten archäologischen Befunde stammen aus Kasachstan und der Ukraine, rund 6000 bis 5500 Jahre BP.